# Öringtjärnen, Lappland
Öringtjärnen är en sjö i Arvidsjaurs kommun i Lappland och ingår i Piteälvens huvudavrinningsområde. Sjön har en area på 0,0395 kvadratkilometer och ligger 312,1 meter över havet.

## Delavrinningsområde
Öringtjärnen ingår i det delavrinningsområde (731022-168394) som SMHI kallar för Mynnar i Ljusträskbäcken. Medelhöjden är 309 meter över havet och ytan är 4,38 kvadratkilometer. Räknas de 9 avrinningsområdena uppströms in blir den ackumulerade arean 53,76 kvadratkilometer. Abborrbäcken som avvattnar avrinningsområdet har biflödesordning 3, vilket innebär att vattnet flödar genom totalt 3 vattendrag innan det når havet efter 125 kilometer. Avrinningsområdet består mestadels av skog (72 procent) och sankmarker (12 procent). Avrinningsområdet har 0,04 kvadratkilometer vattenytor vilket ger det en sjöprocent på 0,8 procent.